# Призивање зла 2
Призивање зла 2 (енгл. The Conjuring 2) је амерички хорор филм из 2016. режисера, сценаристе и продуцента Џејмса Вона. Представља наставак филма Призивање зла из 2013, други део у серији Призивање зла и трећи део у франшизи Универзум Призивања зла. Вера Фармига и Патрик Вилсон су се вратили у улоге Лорејн и Еда Ворена из претходног филма, истраживаче паранормалних појава. Њима су се у главним улогама придружили Франс Оуконор, Медисон Волфи, Сајмон Макберни и Франка Потенте, док је Бони Аронс у улози главне антагонисткиње, демонске опатице Валак.
Филм је инспирисан истинитом причом Еда и Лорејн Ворен, документованом непосредно након инцидената и убистава у Амитивилу. Добио је бројне позитивне критике и изазвао веома позитивну реакцију публике што се одсликало и на зараду већу од 320 милиона долара. На IMDb-у има оцену 7,4/10, док га је публика на сајту Rotten Tomatoes оценила са 81%, што је приближно једнако свом претходнику.
Спин-оф преднаставак, Опатице из пакла, издат је 7. септембра 2018. Наставак, Призивање зла 3: Ђаво ме је натерао, издат је 4. јуна 2021. године.

## Радња
Ед и Лорејн Ворен одлазе у Лондон како би помогли самохраној мајки четворо деце, Пеги Ходгсон, у чијој кући све чешће долази до натприродних појава. Пегина ћерка, Џенет, је поседнута демоном који жели да их убије, а Лорејн има визију да ће Ед погинути у покушају да спасе девојчицу. Како би прикрила своје присуство, демонска опатица доводи у кућу много безопаснијег демона због чега Лорејн прво помисли да породица није у великој опасности, али пре одласка из Лондона ипак осети да су кући била 2 демона, од којих је један веома опасан.
На крају филма Лорејн се сети имена демона — Валак, што јој омогућује да је протера назад у пакао.

## Улоге
| Глумац             | Улога            |
| ------------------ | ---------------- |
| Вера Фармига       | Лорејн Ворен     |
| Патрик Вилсон      | Ед Ворен         |
| Медисон Волфи      | Џенет Ходгсон    |
| Франс Оуконор      | Пеги Ходгсон     |
| Лорен Еспозито     | Маргарет Ходгсон |
| Бенџамин Хејг      | Били Ходгсон     |
| Патрик Мекали      | Џони Ходгсон     |
| Сајмон Макберни    | Морис Грос       |
| Марија Дојл Кенеди | Пеги Нотингем    |
| Сајмон Деланеј     | Вик Нотингем     |
| Франка Потенте     | Анита Грегори    |
| Боб Адријан        | Бил Вилкинс      |
| Робин Аткин Даунс  | глас демона      |
| Бони Аронс         | Валак            |
| Стерлинг Џернис    | Џуди Ворен       |